# Joaquín Pérez (Reiter)
Joaquín Pérez de las Heras (* 25. Oktober 1936 in Ameca, Jalisco; † 20. Mai 2011 in El Paso, Texas, Vereinigte Staaten) war ein mexikanischer Springreiter.

## Karriere
Joaquín Pérez gewann bei den Zentralamerika- und Karibikspielen 1959 sowohl im Einzel als auch mit der Mannschaft die Goldmedaille im Springreiten. Es folgte eine Silbermedaille bei den Panamerikanische Spielen 1971 sowie zwei Olympiateilnahmen (1968 und 1972), wo er jedoch ohne Medaille zurückkehrte. Bei seiner dritten Olympiateilnahme in Moskau 1980 konnte er mit seinem Pferd Alymony im Einzel- und im Mannschaftswettbewerb jeweils die Bronzemedaille gewinnen.

## Familie
Sein Cousin Ricardo Guasch war ebenfalls Springreiter und zweifacher Olympiateilnehmer (1964 und 1968). Auch seine Ehefrau Elisa Fernández, von der er sich scheiden ließ, war als Reiterin aktiv.